# Can Ribot (Castellbisbal)
Can Ribot és una masia de Castellbisbal (Vallès Occidental) protegida com a Bé Cultural d'Interès Local.

## Descripció
Masia formada per planta baixa, pis i coberta a dues aigües.
El portal és de punt rodó adovellat.
Els elements més característics es troben a les finestres del pis superior. Presenten uns brancals i llindes esculpits, amb petites columnes i formes de caps humans, amb un estil que vol imitar el gòtic.